# Náttúra
«Náttúra» es un sencillo exclusivo para iTunes de la cantante islandesa Björk, acompañada de Thom Yorke, vocalista de Radiohead.

## Sencillo
Náttúra fue lanzado como un sencillo extra, no incluido en ningún álbum de Björk. La canción se caracteriza por sus fuertes y notables percusiones, en algunos momentos acompañados por coros y por la voz de Björk, sin ningún acompañamiento más que el de las percusiones. En el sencillo colabora Thom Yorke de Radiohead, quien ya colaboró con Björk en la versión álbum de I've Seen It All. En esta ocasión, Thom Yorke colabora con los coros, que, sin embargo, no fueron grabados en compañía de Björk; fueron grabados independientemente por él, para luego ser enviados por Internet y posteriormente ser sampleados dentro de la canción como ruido blanco.
Más adelante, Náttúra aparecería como bonus track en la edición deluxe de lo que sería su séptimo proyecto, Biophilia, editado en octubre de 2011.
- Datos: Q428074